# Eleccions prefecturals de Tòquio de 1973
Les eleccions prefecturals de Tòquio de 1973 (1973年東京都議会議員選挙, 1973-nen Tōkyō-to Gikai Giin Senkyo) se celebraren el 8 de juliol de 1973 per tal de renovar per a un nou mandat de quatre anys als 125 membres de l'Assemblea Metropolitana de Tòquio, l'organ legislatiu de Tòquio.
En aquests comicis s'evaluava, com als anteriors, el suport al governador Ryōkichi Minobe a través dels partits que li donaven suport des del seu ascens al càrrec l'any 1967. Els partits en qüestió eren el Partit Socialista del Japó (PSJ), el Partit Comunista del Japó (PCJ) i, en un segon paper, els demobudistes del Kōmeitō, els quals s'havien afegit a la coalició de govern feia relativament poc temps. Degut a la proximitat de les eleccions a la Cambra de Consellers del Japó, la campanya es va vore afectada per la política nacional.
223 persones presentaren la seua candidatura als 125 escons de l'Assemblea Metropolitana, dividits en 38 circumscripcions electorals. Finalment, el Partit Liberal Democràtic (PLD), del qual es deia que es trobava en una situació difícil, va aconseguir mantindres com a la primera força a la cambra, tot i que perdent quatre escons respecte a les anteriors eleccions. El PCJ, que ja duia un ascens des de les anteriors eleccions generals, va aconseguir passar per primera volta dels 20 diputats electes, restant tercera força en vots i escons. D'altra banda, el PSJ va perdre vots i escons quedant relegat a ser tercera força en representació a la cambra tot i ser la segona en vots. El Kōmeitō, que va ascendir en vots i escons fins a ser la segona força amb representació, va aconseguir que 26 dels seus 27 candidats resultaren electes. Per acabar, el Partit Democràtic Socialista (PDS) va perdre aproximadament la meitat dels vots aconseguits en les darreres eleccions, resultant això en una baixada de quatre a dos representants a l'assemblea.

## Resultats

### Generals
| Partit       | Partit                       | Vots      | %     | Escons | +/– |  |
| ------------ | ---------------------------- | --------- | ----- | ------ | --- |  |
|              | Partit Liberal Democràtic    | 1.635.523 | 34,13 | 51     | 3   |  |
|              | Partit Socialista del Japó   | 984.476   | 20,54 | 20     | 4   |  |
|              | Partit Comunista del Japó    | 968.210   | 20,21 | 24     | 6   |  |
|              | Kōmeitō                      | 845.210   | 17,66 | 26     | 1   |  |
|              | Candidats independents       | 183.352   | 3,83  | 2      | 1   |  |
|              | Partit Democràtic Socialista | 173.614   | 3,62  | 2      | 2   |  |
|              |                              |           |       |        |     |  |
|              | Altres partits               | 682       | 0,01  | 0      | =   |  |
| Total        | Total                        | 4.791.849 | 100   | 125    | 1   |  |
|              |                              |           |       |        |     |  |
| Vots vàlids  | Vots vàlids                  | 4.791.849 | n/a   |        |     |  |
| Vots nuls    | Vots nuls                    | n/a       | n/a   |        |     |  |
| Participació | Participació                 | n/a       | 60,74 |        |     |  |
| Cens         | Cens                         | n/a       |       |        |     |  |
| Font:        |                              |           |       |        |     |  |

### Per circumscripció
| Circumscripció | PLD | PSJ | KMT | PCJ | PDS | Altres | Ind | Total |
| -------------- | --- | --- | --- | --- | --- | ------ | --- | ----- |
| Chiyoda        | 2   |     |     |     |     |        |     | 2     |
| Chūō           | 1   |     | 1   |     |     |        |     | 2     |
| Minato         | 2   | 1   | 1   |     |     |        |     | 4     |
| Shinjuku       | 2   | 1   | 1   | 1   |     |        |     | 5     |
| Bunkyō         |     | 1   | 1   | 1   |     |        |     | 3     |
| Taitō          | 2   |     | 1   | 1   |     |        |     | 4     |
| Sumida         | 1   | 1   | 1   | 1   |     |        |     | 4     |
| Kōtō           | 1   | 1   | 1   | 1   |     |        |     | 4     |
| Shinagawa      | 2   | 1   | 1   | 1   |     |        |     | 5     |
| Meguro         | 1   | 1   | 1   | 1   |     |        |     | 4     |
| Ōta            | 3   | 1   | 2   | 2   |     |        |     | 8     |
| Setagaya       | 3   | 1   | 1   | 2   | 1   |        |     | 8     |
| Shibuya        | 1   | 1   | 1   | 1   |     |        |     | 4     |
| Nakano         | 1   | 1   | 1   | 1   |     |        |     | 4     |
| Suginami       | 2   |     | 1   | 2   | 1   |        |     | 6     |
| Toshima        | 2   |     | 1   | 1   |     |        |     | 4     |
| Kita           | 2   | 1   | 1   | 1   |     |        |     | 5     |
| Arakawa        | 1   |     | 1   | 1   |     |        | 1   | 4     |
| Itabashi       | 2   | 1   | 1   | 1   |     |        |     | 5     |
| Nerima         | 1   | 1   | 1   | 1   |     |        |     | 4     |
| Adachi         | 2   | 1   | 1   | 1   |     |        |     | 5     |
| Katsushika     | 2   |     | 1   | 1   |     |        |     | 4     |
| Edogawa        | 2   |     | 1   | 1   |     |        |     | 4     |
| Hachiōji       | 2   |     |     |     |     |        |     | 2     |
| Tachikawa      | 1   |     |     |     |     |        |     | 1     |
| Musashino      |     | 1   |     |     |     |        |     | 1     |
| Mitaka         |     | 1   |     |     |     |        |     | 1     |
| Ōme            | 1   |     |     |     |     |        |     | 1     |
| Fuchū          | 1   |     |     |     |     |        |     | 1     |
| Akishima       | 1   |     |     |     |     |        |     | 1     |
| Machida        | 1   |     |     |     |     |        |     | 1     |
| Kita-Tama IV   | 1   | 1   | 1   |     |     |        |     | 3     |
| Nishi-Tama     | 1   |     |     |     |     |        |     | 1     |
| Minami-Tama    | 1   |     |     |     |     |        |     | 1     |
| Kita-Tama I    | 1   |     | 1   | 1   |     |        |     | 3     |
| Kita-Tama II   | 1   | 1   | 1   |     |     |        |     | 3     |
| Kita-Tama III  | 1   | 1   |     |     |     |        |     | 2     |
| Illes          |     |     |     |     |     |        | 1   | 1     |
| TOTAL          | 51  | 20  | 26  | 24  | 2   | 0      | 2   | 125   |